# جادير مورغنسترن
جادير مورجنسترن (من مواليد 29 مايو 1974)، أو ببساطة جادير، هو مدير كرة قدم ولاعب سابق وهو مدير نادي توليدو البرازيلي تحت 19 سنة.
ولد جادير في البرازيل، وهو من أصل لبناني؛ ومثل لبنان دوليًا في كأس آسيا 2000 كقلب دفاع.

## المسيرة الكروية
بدأ جادير مسيرته الاحترافية في توليدو، وتم بيعه إلى أتلتيكو باراناينسي في الدوري البرازيلي لكرة القدم 1993 الذي هبط فيه فريقه. وبعد أن أمضى عامًا آخر في فوراساو، أمضى الأعوام التالية معارًا إلى أندية أقل مستوى. في عام 1996، فاز ببطولة ماتو غروسينسي مع فريق ميكستو، ولعب في المباراة النهائية. في عام 1998، أثناء لعبه مع نادي توباراو، فاز بكأس سانتا كاتارينا.
وفي عام 2000، انتقل إلى نادي الأنصار اللبناني، وحصل على الجنسية اللبنانية لاحقًا وشارك لأول مرة مع منتخب لبنان في وقت لاحق من ذلك العام. أمضى بقية مسيرته في البلد الآسيوي، باستثناء فترة قصيرة مع نادي جوفينتود إم تي، ولعب أيضًا مع نادي الحكمة ونادي الأخاء الأهلي عاليه قبل أن ينهي مسيرته في نادي الأنصار.

## المسيرة الدولية
مثل جادير لبنان في كأس آسيا 2000 وتصفيات كأس العالم 2002.

## المهنة الإدارية
يتولى جادير تدريب فريق توليدو تحت 19 عامًا، وهو المنصب الذي يشغله منذ عام 2014.

## الحياة الشخصية
كان شقيق جادير، خورخي، أيضًا لاعب كرة قدم محترفًا حيث لعب في الغالب لصالح أندية مقرها بارانا. لدى جادير ابن اسمه أدرييل، وهو يلعب كرة القدم أيضًا.

## روابط خارجية
- جادير مورغنسترن – سجل منافسات الفيفا
- جادير مورغنسترن على موقع أف آي لبنان (FA Lebanon)
- جادير مورغنسترن على فرق كرة القدم الوطنية.كوم